# Армейская золотая медаль
Армейская золотая медаль (1808—1814 гг.), также известная как Пиренейская золотая медаль, с сопровождающим её Золотым крестом, была британской медалью, присуждавшейся за заслуги старшим офицерам и генералам, преимущественно в Пиренейских войнах. Она присуждалась только офицерам с должностью не ниже командира батальона или эквивалентного ему.

## Предыстория
С 1794 года капитанам и адмиралам, которые служили в определённых успешных военно-морских действиях, присуждались Военно-морские золотые медали; медали адмиралов были больше. В 1806 году британским военнослужащим в звании майора и выше, принимавшим участие в битве при Маиде, была вручена специальная золотая медаль, диаметром 1,5 дюйма (38 мм), с профилем короля Георга III на аверсе и с изображением Британии на реверсе.
Общая медаль за наполеоновские войны, присуждаемая всем британским военнослужащим независимо от ранга, была учреждена только в 1847 году.

## Награды
Армейская золотая медаль была учреждена в 1810 году для награждения за заслуги в битвах наполеоновских войн с 1808 года. Как и Золотая медаль Маиды, она присуждалась только майорам и выше, и, как Золотая медаль военно-морского флота, выпускалась в двух размерах, более крупные для старших офицеров.
Поначалу Армейская золотая медаль выпускалась заново в честь каждой битвы. В октябре 1813 года, чтобы предотвратить многократное награждение одного и того же лица, был издан приказ, предписывающий носить только одну медаль с накладками на ленте, обозначающих сражения. Четвёртая награда отмечалась Золотым крестом, заменявшим предыдущие медали, на перекладинах которого были выбиты названия всех четырёх сражений. Дальнейшие награждения опять же отмечались металлическими накладками на ленте креста.
Эта награда могла присуждаться посмертно; в этом случае она отправлялась семье офицера.
Общее количество награжденных:
|                        | Количество медалей | Количество накладок |
| ---------------------- | ------------------ | ------------------- |
| Большая Золотая Медаль | 88 медалей         | 43 накладки         |
| Малая золотая медаль   | 596 медалей        | 237 накладок        |
| Золотой Крест          | 163 креста         | 241 накладка        |

Больше всего этих наград получил герцог Веллингтон: крест с девятью накладками, в общей сложности 13 сражений. Его можно увидеть на его униформе в подвале Эпсли-хауса.

## Внешний вид
Медаль была трёх видов:
Большая золотая медаль вручалась только офицерам.
Медаль была 2,12 дюйма (54 мм) в диаметре и заключалась в золотую рамку с лакировкой с обеих сторон.
Аверс: Британия со щитом, сидящая и обращённая влево, с лавровым венком в правой руке и пальмовой ветвью в левой. За ней можно увидеть голову льва.
Реверс: окружённое лавровым венком название битвы, выгравированное в центре; на медали за Барросу название было выбито на плашке.
Медаль носилась на шее.
Дизайнером был Томас Уайон.
Малая золотая медаль вручалась офицерам в звании майора и полковника.
Медаль была 1,3 дюйма (33 мм) диаметром, также в золотой рамке с лакировкой с обеих сторон.
Её носили на груди слева, часто прикрепляя в петлице, с лентой, прикрепленной через широкую изогнутую подвеску.
Золотой (или Пиренейский) Крест вручался тем, кто заслужил четыре или более золотых медалей, которые он все заменял. Носился на шее и представлял собой лапчатый крест 1,5 дюйма (38 мм) в поперечнике, с гордым львом в центре и названиями четырёх битв на перекладинах. Аверс и реверс одинаковы. Любые дальнейшие награждения отмечались накладкой.
Медаль носилась на шее с лентой, прикрепленной через декоративную петлю на вершине креста, проходившей через меньшее простое кольцо под подвеской.
Дизайнером был Томас Уайон.
Накладки были одинаковы для всех наград, с названием битвы в широкой рамке с лавровым венком.
Лента для всех наград была широкая малиновая с синими краями, 1,75 дюйма (44 мм) шириной. Этот дизайн ленты был использован для Золотой медали Маиды и позже был использован для Медали за Ватерлоо, Военной общевойсковой медали и Ордена «За выдающиеся заслуги».
Именование. На всех наградах было выгравировано имя награждённого.
Золотой Воротник и Крест были вручены герцогу Веллингтону и виконту Бересфорду. Этот крест был похож на Армейский Золотой Крест, но с крылатой фигурой Победы в центре и с подвеской с изображением цепочки чередующихся львов и овальных медальонов с Флагом Союза. Золотой Воротник и Крест был отдельной наградой в дополнение к Армейскому Золотому Кресту.

## Прекращение награждений
После окончания Пиренейской войны награждение Золотыми медалями и крестами было прекращено, когда потенциальные получатели получили право на Орден Бани при его реструктуризации до трех классов.
В 1847 году было разрешено награждать Военной общевойсковой медалью (MGSM) всех ещё живущих ветеранов этой войны, независимо от их звания. Обладатели золотых медалей, крестов или дополнительных накладок не имели права требовать аналогичные накладки на MGSM. MGSM вручалась за те же битвы, а также за Египет.
Дизайн креста очень похож на более поздний Крест Виктории и считается источником вдохновения для последнего.

## Накладки
Награды, как медали, так и накладки, вручались за следующие 27 сражений: 
- Ролиса
- Вимейру
- Саагун
- Бенавенте
- Саагун и Бенавенте (Если участвовал в обеих)
- Ла-Корунья
- Мартиника[англ.]
- Талавера
- Гваделупа
- Бусаку
- Барроса
- Фуэнтес-де-Оньоро
- Ла-Альбуэра
- Ява[англ.][15]
- Сьюдад-Родриго
- Бадахос
- Саламанка
- Форт Детройт
- Шатоге[англ.]
- Крайслер-Фарм[англ.]
- Витория[16]
- Пиренеи[17]
- Сан-Себастьян[17]
- Нивель[17]
- Нив
- Ортез
- Тулуза

Битва при Маиде 1806 году была отмечена золотой медалью иного дизайна.